# John Griggs Thompson
John G. Thompson (sinh ngày 13 tháng 10 năm 1932 tại Ottawa, Kansas, Hoa Kỳ) là một nhà toán học tại đại học Florida. Ông được biết đến vì những nghiên cứu về lĩnh vực nhóm hữu hạn. Ông được tặng Huy chương Fields vào năm 1970, Giải Wolf vào năm 1992 và Giải thưởng Abel vào năm 2008.

## Tiểu sử
Ông nhận được bằng B.A. (Bachelor of Arts) từ trường Đại học Yale vào năm 1955 và học vị tiến sĩ từ trường Đại học Chicago vào năm 1959 dưới sự giám sát của Saunders Mac Lane. Sau khi làm việc vài năm tại khoa toán của trường Đại học Chicago, ông chuyển đến làm Chủ tịch khoa toán của trường Đại học Cambridge, Anh vào năm 1970, và sau đó chuyển đến khoa toán của trường Đại học Florida để làm một Giáo sư nghiên cứu Tốt nghiệp.
Hiện ông đang là Giáo sư danh dự của trường Đại học Cambridge và Giáo sư toán học của trường Đại học Florida. Ông nhận Giải thưởng Abel năm 2008 cùng với Jacques Tits.

## Công việc
Luận văn tiến sĩ của Thompson đã đưa ra các phương pháp rất mạnh mẽ và sáng tạo, và bao gồm lời giải của một bài toán trong lý thuyết nhóm hữu hạn mà chưa có lời giải trong 60 năm. Thành tích này đã được đưa lên tờ New York Times.
Nhóm Thompson Th là một trong 26 nhóm đơn giản hữu hạn rời rạc. Thompson cũng đã đóng góp lớn vào bài toán Galois đảo. Ông đã tìm ra tiêu chuẩn để một nhóm hữu hạn là một nhóm Galois.

## Sự thừa nhận
Năm 1971, Thompson đã được chọn vào Học viện Khoa học Quốc gia Hoa Kỳ. Năm 1982, ông được trao tặng Giải thưởng Berwick cao cấp của Hội Toán học Luân Đôn. Vào năm 1988, ông nhận được bằng Tiến sĩ Khoa học Danh dự từ trường Đại học Oxford. Ông được trao tặng Huy chương Khoa học Quốc gia Hoa Kỳ vào năm 2000. Ông là thành viên của Học viện Khoa học và Văn học Norwegian.